# クロード・ルフェーブル
クロード・ルフェーブル（Claude Lefèbvre、1632年9月12日（洗礼日）- 1675年4月25日）は、フランスの画家、版画家である。肖像画を描いた。

## 略歴
フォンテーヌブローで生まれた。画家ジャン・ルフェーブル（Jean Lefèbvre: 1600-1664）の息子で、洗礼の儀式での命名者は画家の親方で国王の従者のクロード・ド・ウエイ（Claude de Hoëy: 1585-1660）と、国王の代言人の娘、モリロ夫人が務めた。フォンテンブローでクロード・ド・ウエイに学んだ後、1654年からウスタシュ・ル・シュウールに学び、ル・シュウールの没後にはシャルル・ルブランに学び、肖像画家になるように勧められた。
1663年に王立絵画彫刻アカデミーの会員になり、1664年にアカデミーの助教授に任じられた。ルフェーブルの教えた学生には、フランソワーズ・ド・トロワ（François de Troy: 1645-1730） やジャン・コテル（Jean Cotelle: 1646–1708）がいる。
イギリスにも旅しアンソニー・ヴァン・ダイク（1599-1641）の作品に影響を受けた 。ロンドンのイギリス国王チャールズ2世の宮廷に招かれた。
キャリアの絶頂期にあった1673年にはパリのサロンに9点の肖像画を含む10点の作品を出展した。クロード・ルフェーブルの作品はジェラール・エデリンク（Gérard Edelinck: 1640-1707）やニコラ・ド・ポワリ（Nicolas de Poilly: 1675–1747）、ピーテル・ファン・スフーペン（Pieter van Schuppen: 1627–1702）らによって版画にされた。ルフェーブルは自らも版画を制作し、自画像などを制作した。
1675年にパリで没した。

## 作品

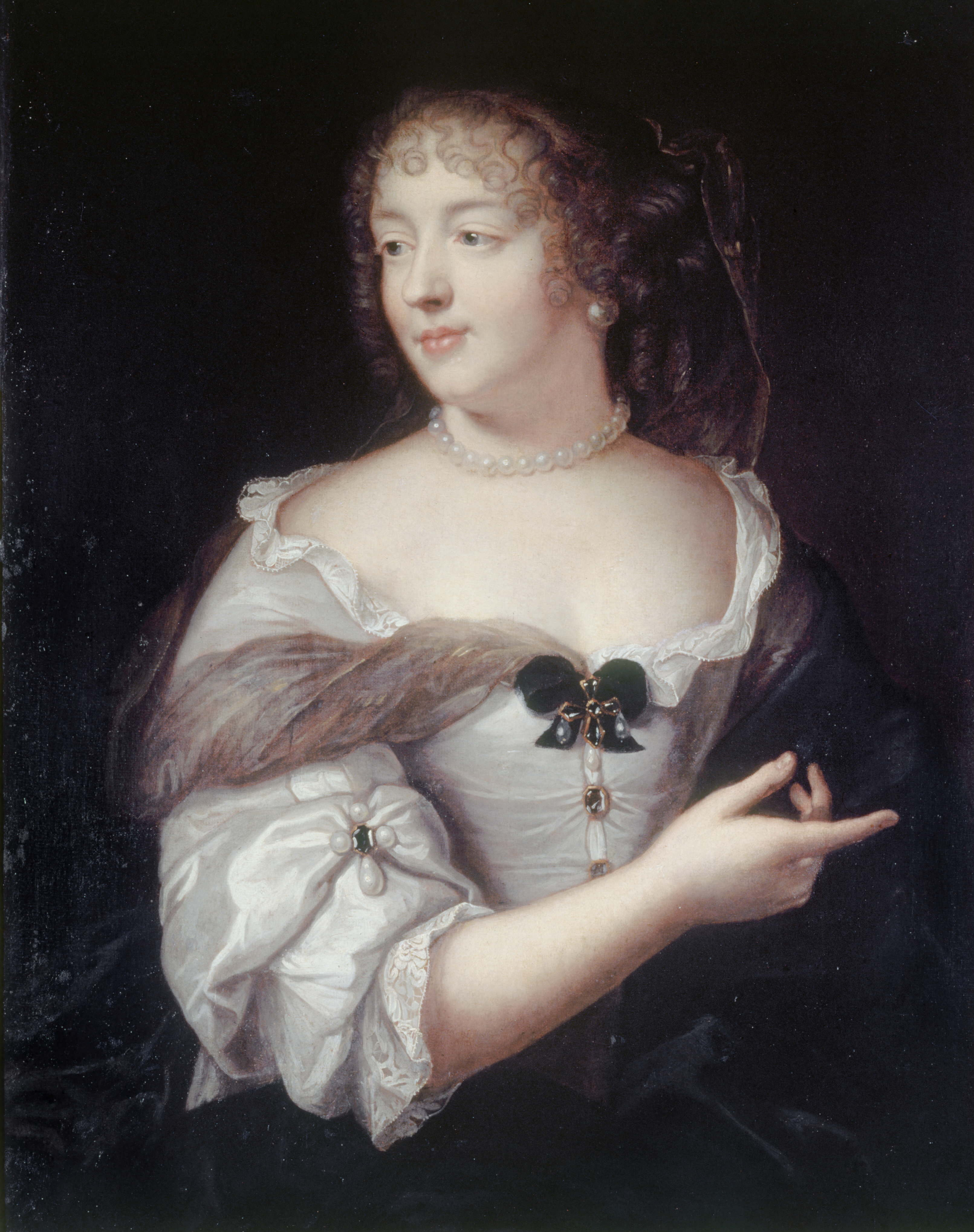
セヴィニエ侯爵夫人マリー・ド・ラビュタン＝シャンタルの肖像画 (1665) カルナヴァレ博物館
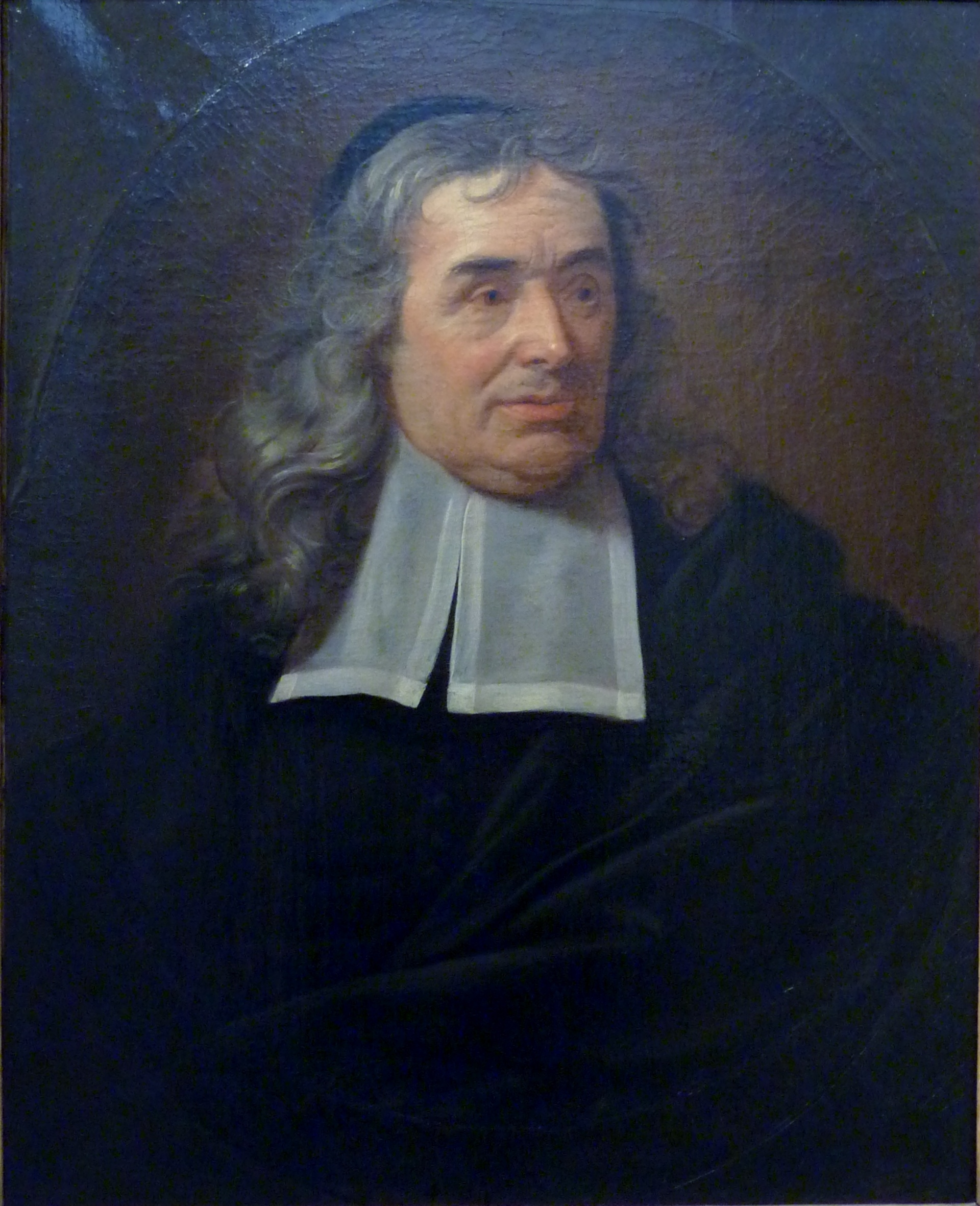
Thomas Corneille（学者）(c.1670) カンペール美術館
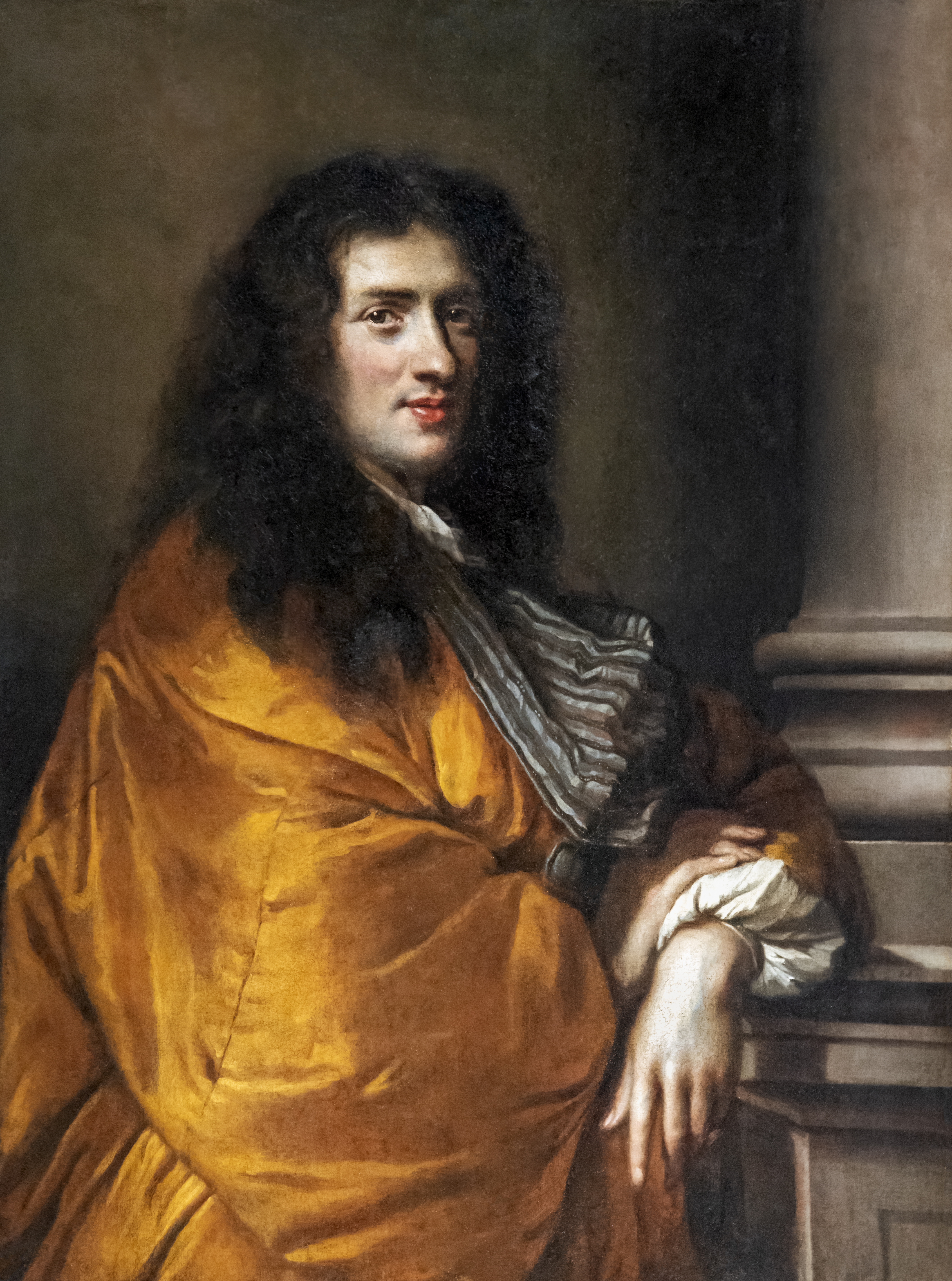
Portrait d'homme アングル美術館 M
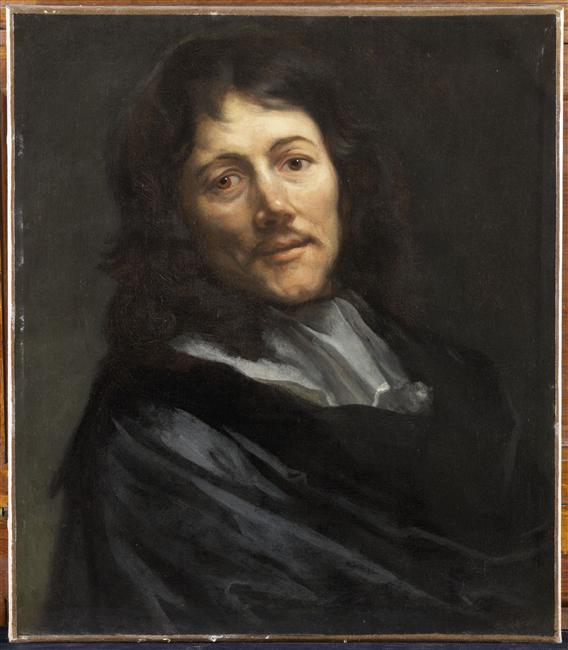
文学者シャペルの肖像画 コンデ美術館